# Mykoryza

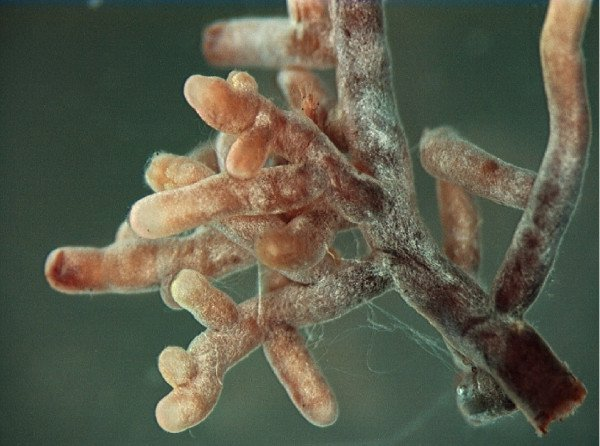
Strzępki Amanita muscaria, grzyba tworzącego ektomykoryzę

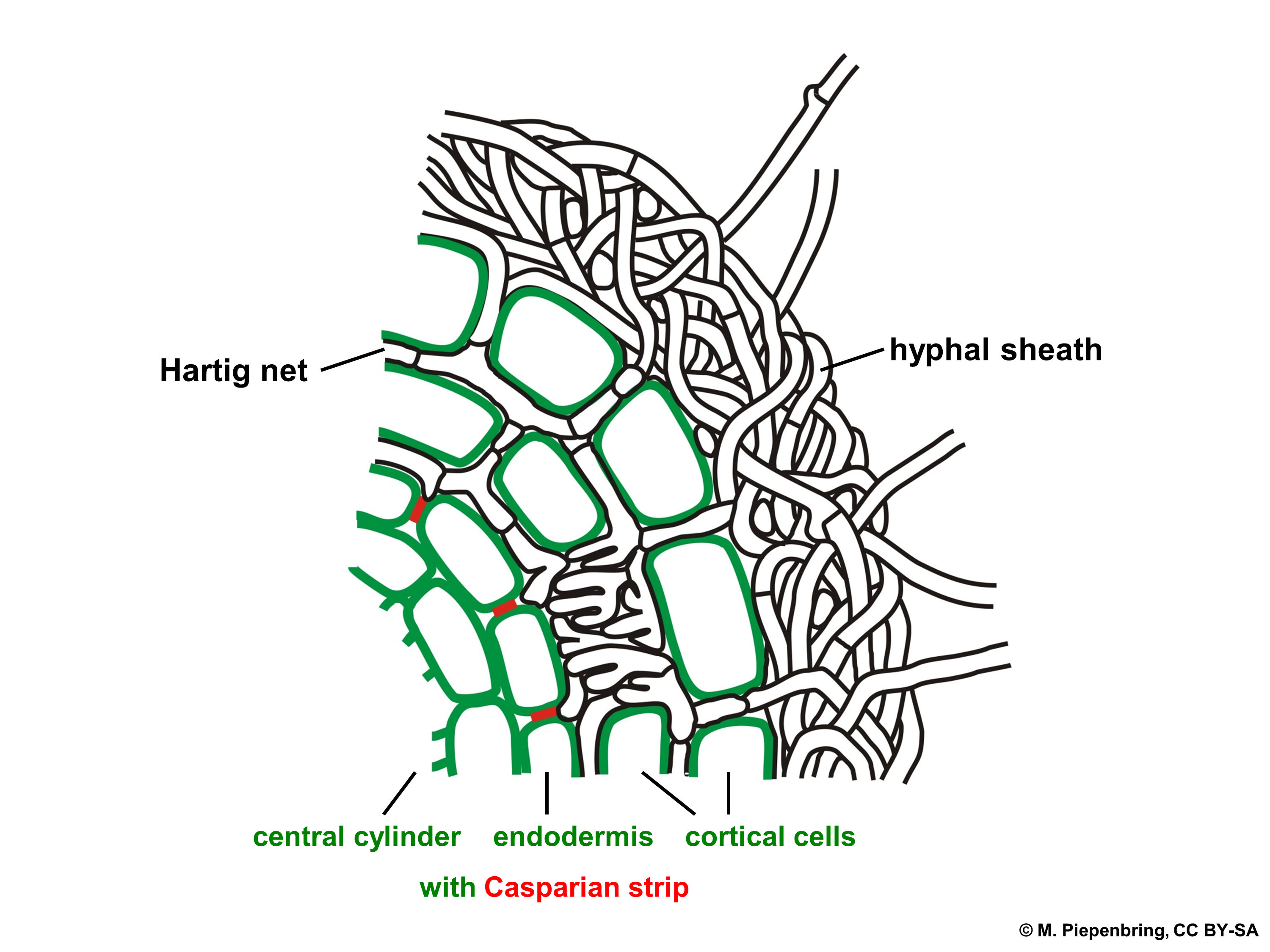
Ektomykoryza (zielone – komórki rośliny, czarne – strzępki grzyba); central cylinder – walec osiowy, endodermis – endoderma, cortical cells – epiderma, hyphal sheath – opilśń, Hartig net – sieć Hartiga

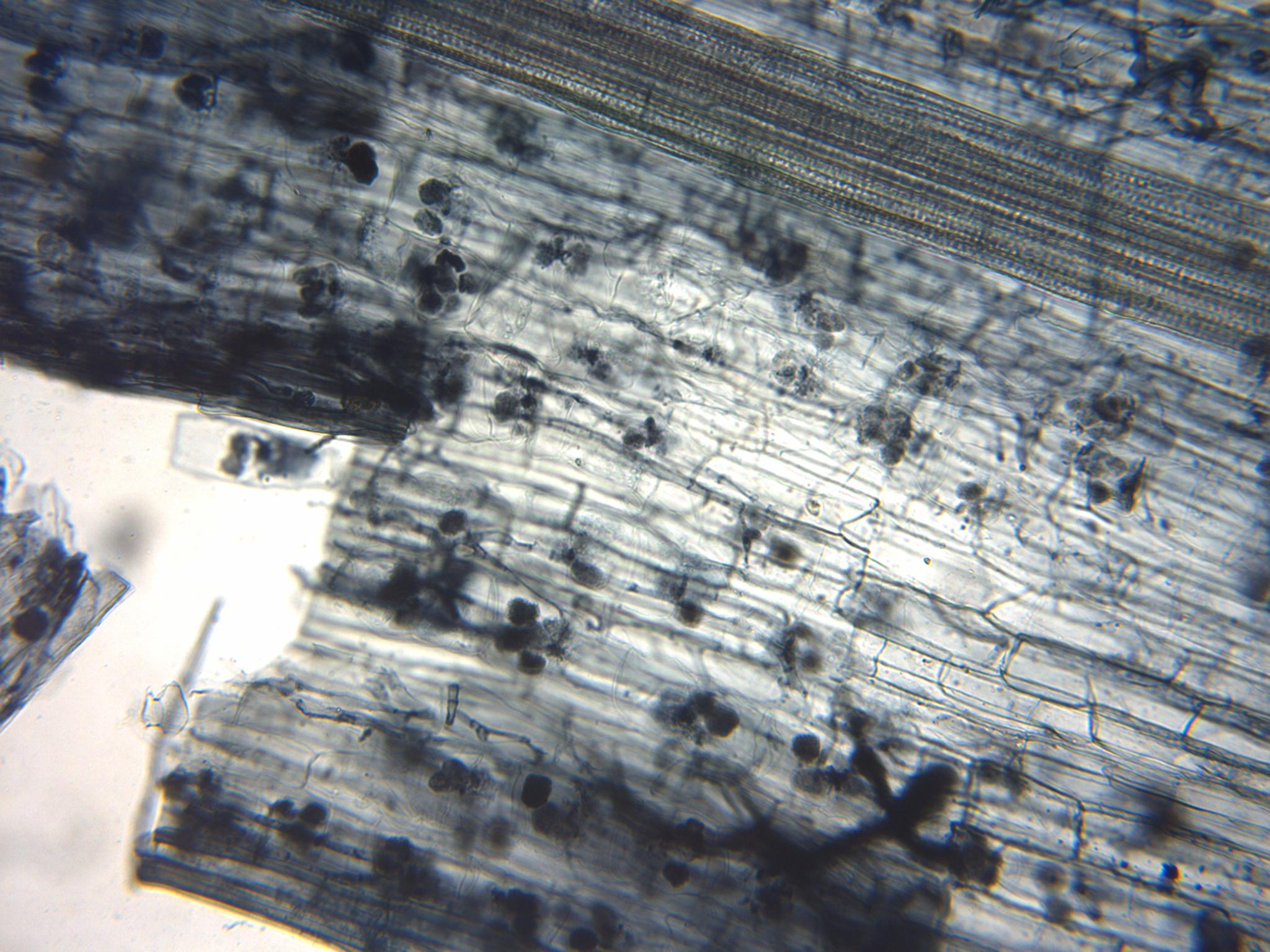
Strzępki grzyba wnikające do komórek korzenia. Mykoryza arbuskularna

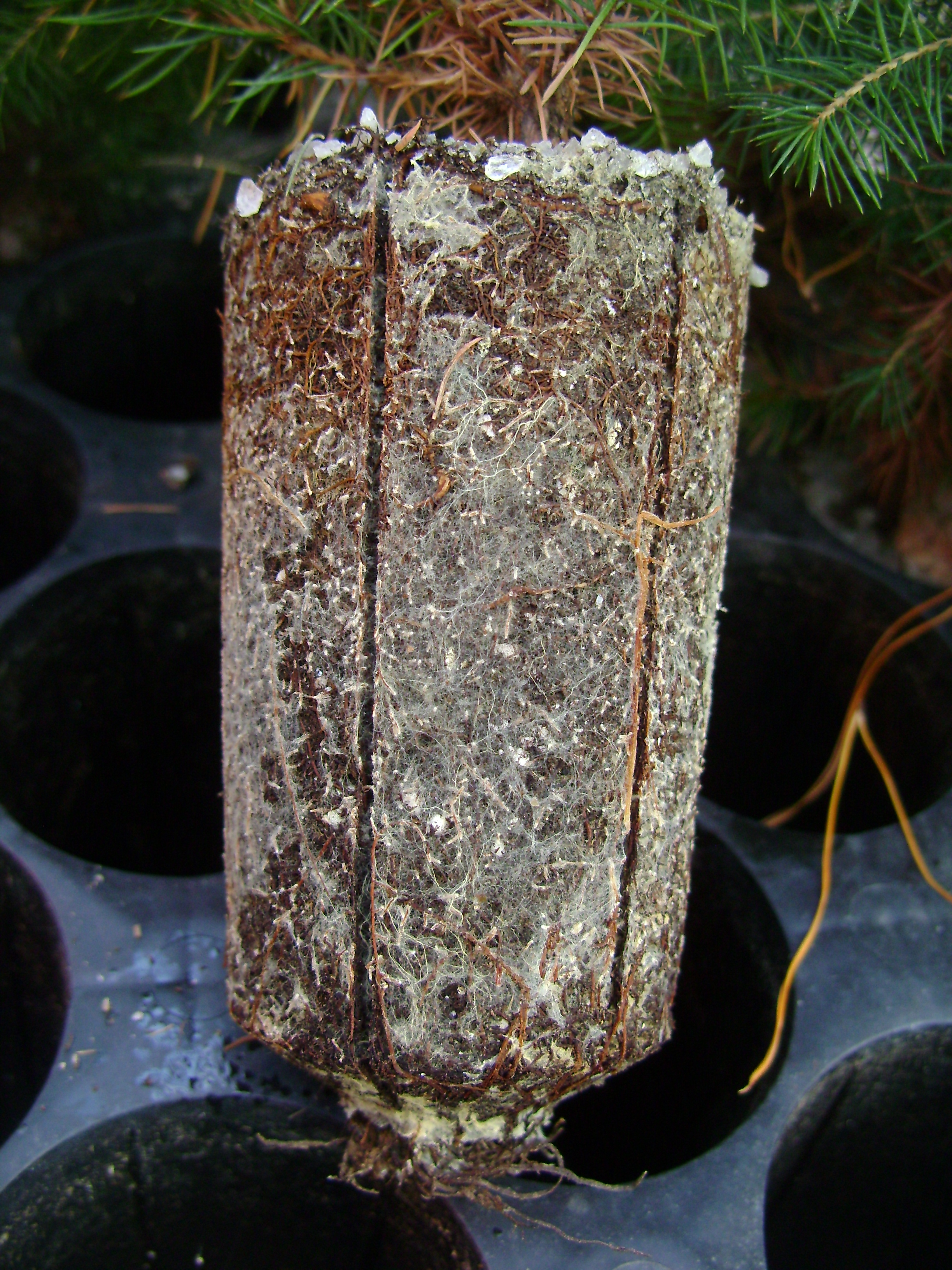
Korzenie Picea glauca otoczone strzępkami tworzącymi ektomykoryzę

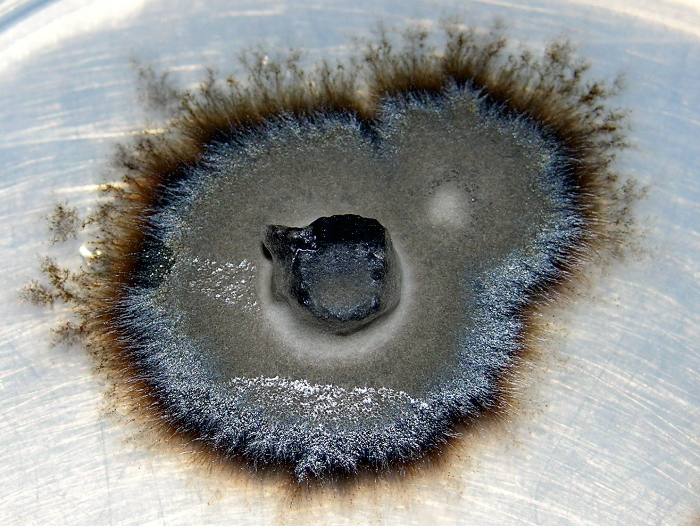
Grzyb mykoryzowy wyizolowany z rośliny wrzosowatej Woollsia pungens. Tworzy mykoryzę erikoidalną

Cephalanthera austiniae z rodziny storczykowatych pobiera związki węgla od grzyba, z którym tworzy mykoryzę

Mykoryza, mikoryza (mycorrhiza) – powszechnie występujące zjawisko polegające na współżyciu korzeni lub nasion roślin naczyniowych z grzybami (dotyczy około 85% gatunków roślin wyższych z całego świata). Większość przypadków mykoryzy dotyczy relacji mutualistycznej, w nielicznych przypadkach zależność przesuwa się w kierunku wykorzystywania grzyba.
Symbioza mykoryzowa umożliwia grzybom, będącym organizmami heterotroficznymi, zaopatrzenie w związki organiczne, wytwarzane przez rośliny w procesie fotosyntezy. W zamian rośliny zaopatrywane są przez strzępki grzyba w związki mineralne, głównie fosforowe i azotowe, chociaż potwierdzono również poprawę zaopatrzenia roślin w mikroelementy takie jak cynk i miedź.

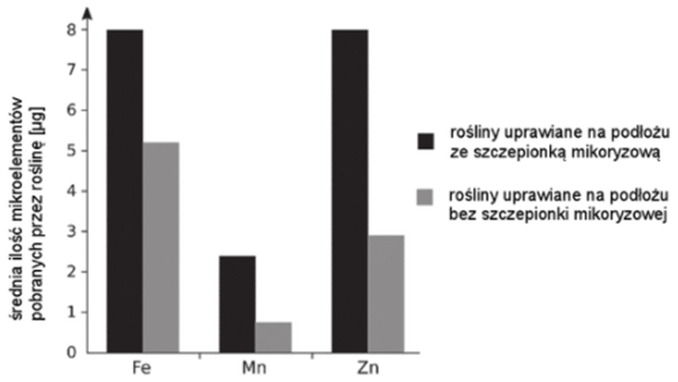
Mykoryza zwiększa zdolność rośliny do przyswajania mikroelementów. W tym przypadku żelaza, manganu i cynku.

Grzyby mykoryzowe wytwarzają także hormony roślinne: auksyny, gibereliny i cytokininy, które po wniknięciu do organizmu rośliny regulują jego wzrost i rozwój. Inne substancje o charakterze antybiotyków wydzielane są przez grzyby do gleby zmniejszając prawdopodobieństwo zakażenia rośliny patogenami obecnymi w podłożu. Wydzielane związki nie chronią rośliny jedynie przed wirusami i nicieniami. Stwierdza się również wzrost odporności roślin mykorytycznych na warunki stresowe. Podwyższona odporność dotyczy skrajnych temperatur, obecności substancji toksycznych w środowisku oraz niekorzystnego pH. Dla części gatunków powstanie mykoryzy jest koniecznym warunkiem rozwoju. Bez obecności grzybni nasiona roślin należących między innymi do storczykowatych i wrzosowatych nie są w stanie wykiełkować. Grzybnia może łączyć wiele roślin należących do jednego gatunku lub do różnych gatunków umożliwiając połączonym roślinom wymianę związków węgla, substancji regulatorowych, związków mineralnych oraz allelopatin. Struktury nazywane sieciami mykoryzowymi występują powszechnie w wielu ekosystemach.
Odkrycie mykoryzy było procesem wieloetapowym. W latach 1840–1880 pojawiło się wiele różnych obserwacji opisujących to zjawisko. Sformułowania zasady mykoryzy na podstawie eksperymentu dokonał w roku 1880 polski botanik, Franciszek Kamieński, który opisał ją w swojej pracy w 1881 roku. Nazwy mykoryza po raz pierwszy użył botanik niemiecki Albert Bernhard Frank w 1885 roku.

## Etymologia
Termin „mikoryza” wywodzi się z języka greckiego i stanowi połączenie dwóch wyrazów: μύκης (mykes) oznaczającego „grzyb” oraz ρίζα (rhiza), czyli „korzeń”. Dlatego niekiedy bywa stosowane alternatywne określenie – „grzybokorzeń”.

## Ewolucja
Początki mykoryzy sięgają ordowiku, gdy prymitywne rośliny zaczęły podbój lądów. W dewonie grzyby mykoryzowe towarzyszyły już lepiej rozwiniętym roślinom naczyniowym. Grzyby z gromady Glomeromycota pomogły roślinom skutecznie skolonizować środowisko lądowe.
Arbuskule zostały wykryte u aglaofitonu występującego na Ziemi ponad 400 milionów lat temu. Mykoryza arbuskularna jest dominującym typem mykoryzy u roślin lądowych i prawdopodobnie powstała jako pierwsza. Jej początki wydają się zbiegać zasiedlaniem lądów przez rośliny 450–500 mln lat temu. Ektomykoryza wyewoluowała z mykoryzy arbuskularnej wielokrotnie na drodze ewolucji równoległej. Po raz pierwszy ektomykoryza pojawiała się około 200 mln lat temu. Najmłodszym rodzajem jest mykoryza erikoidalna powstała około 100 mln lat temu. Badania molekularne wskazują, że ten typ mykoryzy charakterystyczny dla rodzin Ericaceae, Epacridaceae i Empetraceae pojawił się już 140 mln lat temu. Myko-heterotrofy i utrata stanu mykoryzy pojawiły się również w wyniku ewolucji równoległej wielokrotnie. Mykoryza arbutoidalna oraz storczykowa powstały z mykoryzy arbuskularnej w wyniku zmiany komponentu grzybowego z Glomeromycota na Basidiomycota.

## Rodzaje mykoryzy
Najbardziej rozpowszechniona jest endomykoryza określana jako arbuskularna (AM, AMF) lub pęcherzykowo-arbuskularna (VA, VAM). Ten typ mykoryzy jest stwierdzany u ponad 80% gatunków roślin lądowych. Mykoryzę arbuskularną tworzy 130 gatunków grzybów z gromady Glomeromycota. W endomykoryzie strzępki przenikają przez ściany komórkowe tkanek roślinnych i kontaktują się bezpośrednio z błoną komórkową. Strzępki wewnątrz komórki tworzą struktury w kształcie pęcherzyków albo arbuskule, rozgałęzione zgrubienia. Grzyby bez obecności gospodarza są niezdolne do zakończenia cyklu życiowego, pomimo tego że mogą kiełkować i rozpoczynają wzrost jednak jest on bardzo ograniczony bez kontaktu z korzeniami rośliny. Wzrost strzępek jest stymulowany przez strigolaktony, fitohormony wydzielane przez korzenie roślin.
Drugim rodzajem mykoryzy jest ektomykoryza. Zdolnych do tworzenia relacji tego typu jest około 10% rodzin roślin wyższych, głównie są to rośliny drzewiaste. W ektomykoryzie strzępki grzybni oplatają korzenie roślin tworząc tzw. opilśń (mufkę) i wnikają do wnętrza wypełniając przestwory międzykomórkowe, tworząc sieć Hartiga, dzięki czemu mogą przejąć dotychczasowe funkcje włośników, które w takim wypadku zanikają. Grzyby zdolne do tworzenia ektomykoryzy należą do Basidiomycota, Ascomycota i Zygomycota. Relacje typu ektomykoryza charakteryzują się znaczną specyficznością gatunkową, a niektóre gatunki grzybów są zdolne do utworzenia mykoryzy tylko z jednym gatunkiem rośliny. Jednak możliwe jest też tworzenie mykoryzy przez jedno drzewo nawet z 15 gatunkami grzybów jednocześnie. Znane są tysiące gatunków grzybów zdolnych do tworzenia ektomykoryzy a ich całkowitą liczbę szacuje się na 20–25 tys.
Trzecim rodzajem mykoryzy jest mykoryza erikoidalna (ERM, ER) nazywaną też ektendomykoryzą. Ten rodzaj mykoryzy jest ograniczony do roślin z rodziny Ericaceae. Strzępki w tym rodzaju mykoryzy jednocześnie wnikają do komórek roślinnych i tworzą na zewnątrz opilśń.
Rośliny z rodzaju Arbutus i Pyrola tworzą mykoryzę arbutolidalną z jednorzędową siecią Hartiga i skupiskami strzępek wewnątrz dużych komórek epidermy. Szczególnym typem jest mykoryza monotropoidalna tworzona przez pozbawione chlorofilu myko-heterotrofy. Zarówno mykoryza arbutolidalna, jak i monotropoidalna jest uznawana za kategorię ektomykoryzy.
Jako oddzielny rodzaj wyróżniana jest też mykoryza storczykowata. Szczególną cechą tej mykoryzy jest transfer węgla z grzyba do rośliny. Ze względu na liczbę gatunków Orchidaceae szacowaną na około 25 tys. mykoryza storczykowata jest drugim pod względem częstości rodzajem mykoryzy. Powszechne wśród storczykowatych jest występowanie myko-heterotrofów lub częściowych myko-heterotrofów, przynajmniej w początkowych fazach rozwoju. Typowe dla mykoryzy storczykowatej jest również saprofityczny sposób odżywiania grzybów wchodzących w relację symbiozy. Relacja charakteryzuje się szczególnie dużą specyficznością gatunków ją tworzących. Zwykle grzyby tworzące mykoryzę ze storczykowatymi należą do Basidiomycota, a tylko nieliczne do Ascomycota.
Częstość zachodzenia różnych typów mykoryzy, czy ogólniej symbiozy korzeniowej roślin, związana jest z klimatem. W miejscach, gdzie warunki klimatyczne sprzyjają szybkiemu rozkładowi ściółki, czyli głównie w strefie o stabilnym, ciepłym i wilgotnym klimacie, wśród drzew przeważają gatunki z mykoryzą arbuskularną. W miejscach z zauważalną sezonowością klimatu, a więc z przerwami w rozkładzie materii organicznej, dominuje ektomykoryza. W strefach umiarkowanych obie formy współwystępują bez dominacji. W strefach o klimacie suchym z wysokimi temperaturami maksymalnymi, na glebach zasadowych z kolei częsta jest symbioza drzew z mikroorganizmami wiążącymi azot cząsteczkowy.

## Przykłady mykoryzy
Rozwój wielu gatunków roślin jest całkowicie zależny od obecności określonego gatunku grzyba, gdzie brak partnera grzybowego oznacza śmierć dla rośliny, ale i wiele znanych gatunków grzybów kapeluszowych dojrzewa tylko wtedy, gdy grzybnia ma dostęp do korzeni drzew, dlatego przy tego rodzaju symbiozie mówi się o mutualizmie. Mykoryza jest powszechnym zjawiskiem w przypadku drzew leśnych, tu niektóre grzyby wykazują specjalizację w wyborze partnera, ograniczając się do określonego gatunku, np.:
- maślak zwyczajny i sosna zwyczajna (mykoryza rzadko występuje u sosen rosnących na glebach bogatych w składniki pokarmowe);
- grzyby z rodzaju koźlarz i brzoza, osika, sosna, świerk, grab czy dąb
- grzyby z rodzaju borowik i sosna, buk zwyczajny, dąb czy grab.
- grzyby z gatunku mleczaj rydz i sosna

Jeżeli chodzi o rośliny, to np. nasiona storczykowatych kiełkują tylko w obecności grzybni. Obecność strzępek grzybni stwierdzono w nasionach wielu roślin, np. niecierpków i wrzosu.

## Mykoryza a bakterie brodawkowe
Dowody molekularne wskazują, że symbioza z grzybami oraz z bakteriami brodawkowymi związana jest z obecnością tych samych genów. Rośliny bobowate zdolne są do pozyskiwania związków azotu od bakterii oraz związków fosforu od grzybów. W przypadku obu symbiontów kaskadę sygnału prowadzącą do syntezy białek niezbędnych do połączenia organizmów prawdopodobnie zapoczątkowuje ten sam receptor (RLK – ang. receptor-like kinases). Znane mutanty pozbawione zdolności do łączenia z bakteriami są jednocześnie pozbawione możliwości połączenia z grzybami.